# Euchilofulvius
Euchilofulvius is een geslacht van wantsen uit de familie van de Miridae (Blindwantsen). Het geslacht werd voor het eerst wetenschappelijk beschreven door Karl Alfred Poppius in 1909.

## Soorten
Het genus bevat de volgende soorten:

- Euchilofulvius antennatus Gorczyca, 1999
- Euchilofulvius carinatus (Poppius, 1913)
- Euchilofulvius josifovi Gorczyca, 2008
- Euchilofulvius lepidopterus Yasunaga & Miyamoto, 2006
- Euchilofulvius pallescens Gorczyca, 2002
- Euchilofulvius tibialis Poppius, 1909
- Euchilofulvius yangon Yasunaga & Wolski
- Euchilofulvius zdzislawi Gorczyca, 1998